# 陳志江
陳志江（英語：Lister Chan），現任香港無綫電視監製。

## 簡歷
2021年11月22日，執導的電視劇《十月初五的月光》首播。

## 無綫電視

### 編導列表
- 1994年：《笑看風雲》
- 2006年：《法證先鋒》
- 2007年：《溏心風暴》
- 2008年：《法證先鋒II》、《溏心風暴之家好月圓》
- 2009年：《宮心計》
- 2010年：《讀心神探》
- 2011年：《點解阿Sir係阿Sir》、《法證先鋒III》
- 2017年：《溏心風暴3》

### 監製列表
- 2019年：《解決師》（與劉家豪合監）
- 2021年：《逆天奇案》（與劉家豪合監）、《十月初五的月光》
- 2023年：《法言人》（與劉家豪合監）
- 2024年：《逆天奇案2》（與劉家豪合監）

## 外部連結
- 陳志江在豆瓣上的资料（简体中文）